# Conus tabidus
Espèce
Statut de conservation UICN

 LC  : Préoccupation mineure
Conus tabidus est une espèce de mollusques gastéropodes marins de la famille des Conidae.
Comme toutes les espèces du genre Conus, ces escargots sont prédateurs et venimeux. Ils sont capables de « piquer » les humains et doivent donc être manipulés avec précaution, voire pas du tout.

## Description
La taille de la coquille varie entre 20 mm et 42 mm. La coquille turbinée est légèrement pyriforme et mince. Elle est partout rainurée, les rainures basales plus larges et assez profondes, les autres irrégulières, très fines, ondulées. La couleur de la coquille est blanche. Toute la surface est singulièrement sculptée de stries longitudinales. La spire est plutôt obtusément convexe et obsolète coronée.
Il est possible qu'il s'agisse d'une espèce composée car il existe au moins deux groupes de population où la morphologie de la coquille est identique mais où l'animal, l'habitat et le comportement sont totalement distincts. Une des populations observées a un animal noir et vit sur ou sous la vase dans la zone intertidale supérieure, quittant la mer la nuit pour chasser les vers parmi les racines de la végétation sur l'estran. Elle possède un périostracum épais et robuste qui peut être "brûlé par le soleil". L'autre population, recueillie personnellement par Louis Pisani Burnay et d'autres, vit dans des eaux plus profondes, généralement sous des pierres, et possède un animal rouge clair. Le périostracum est brun avec des spirales transversales de poils courts. Les capsules d'œufs de ces deux groupes n'ont pas été observées. .

## Distribution
Cette espèce marine est présente au large de l'Afrique de l'Ouest (Sénégal), des Cap-Vert et de l'Angola. Elle doit être différenciée de Conus ambiguus, qui n'est pas présente dans les îles du Cap-Vert, mais en Afrique de l'Ouest. C'est l'une des trois seules espèces non endémiques de Conus au Cap-Vert. 

### Niveau de risque d’extinction de l’espèce
Selon l'analyse de l'UICN réalisée en 2011 pour la définition du niveau de risque d'extinction, cette espèce est endémique de la côte ouest de l'Afrique, du sud de Dakar, au Sénégal, au nord, et s'étend au Gabon et à l'Angola. Comme toutes les Conus spp. et d'autres mollusques, les coquilles de cette espèce sont commercialisées pour le marché des collectionneurs. Il n'y a pas de données quantitatives disponibles sur le nombre de coquilles prélevées, mais il s'agit d'un faible niveau de prélèvement et qui n'a pas d'impact sur l'espèce, il est donc évalué comme étant de préoccupation mineure.

## Taxonomie

### Publication originale
L'espèce Conus tabidus a été décrite pour la première fois en 1844 par l'éditeur et naturaliste britannique Lovell Augustus Reeve dans « Conchologia Iconica, or, illustrations of the shells of molluscous animals »,.

### Synonymes
- Conus (Monteiroconus) tabidus Reeve, 1844 · appellation alternative
- Monteiroconus tabidus (Reeve, 1844) · non accepté